# Frederick Dewey Smith
Pour les articles homonymes, voir Fred Smith.
 (février 2024).
Si vous disposez d'ouvrages ou d'articles de référence ou si vous connaissez des sites web de qualité traitant du thème abordé ici, merci de compléter l'article en donnant les références utiles à sa vérifiabilité et en les liant à la section « Notes et références ».
Fred « Sonic » Smith, de son vrai nom Frederick Dewey Smith, né le 14 septembre 1948 en Virginie-Occidentale et mort le 4 novembre 1994 à Détroit, est le guitariste rythmique du groupe protopunk MC5 dès sa création en 1964 à Détroit. Il est ensuite le leader d'Ascension (1973), qui devient le Sonic's Rendezvous Band avec Scott Morgan des Rationnals, Scott Asheton des Stooges et Gary Rasmussen de Up.

## Biographie

### Carrière
Avec le Sonic's Rendezvous Band, Fred Smith ne sort qu'un seul et unique 45 tours de son vivant, le classique City Slang, véritable emblème du son de Détroit. Le Sonic's Rendezvous Band sert de backing band à Iggy Pop, l'ancien chanteur des Stooges, et se sépare à l'orée des années 1980.
Fred Smith se marie en 1980 à Patti Smith pour qui il réalise l'album Dream of Life en 1988, qui marque le retour de Patti Smith sur la scène rock. Cet opus ne rencontre pas le succès malgré des textes forts – comme l'emblématique People Have the Power – et des mélodies soignées dues à Fred.
Ils ont un fils, Jackson Smith en 1980 et une fille, Jesse Paris Smith née le 27 juin 1987.
Jackson joue de la guitare sur quelques morceaux de sa mère, et dans le groupe Back In Spades, lequel reprend City Slang sur son premier album. Il joue également de la basse avec The Paybacks.
La fille de Fred « Sonic » Smith, Jesse, joue du clavier et chante dans un groupe new-yorkais, Mumu Worthy.

### Mort et hommages
Fred « Sonic » Smith meurt d'une crise cardiaque le 4 novembre 1994 à l'hôpital de Détroit, à l'âge de 45 ans.
Le nom du groupe Sonic Youth est créé en 1982 en combinant les noms de Fred « Sonic » Smith et de l'artiste de reggae Big Youth.
Fred « Sonic » Smith ne doit pas être confondu avec Fred Smith, bassiste du groupe Television. Cette erreur est fréquente, elle est présente dans l'article « Television » du rigoureux Dictionnaire du Rock par Michka Assayas  (ISBN 2221912608).